# Otó de Lippe-Brake
Otó de Lippe-Brake (en alemany Otto von Lippe-Brake) va néixer a Brake (Alemanya) el 21 de desembre de 1589 i va morir a Blomberg el 18 de novembre de 1657. Era un noble alemany de la Casa de Lippe, fill del comte Simó VI (1554-1613) i d'Elisabet de Holstein-Schauenburg (1566-1638).
En morir el seu pare, el 1613, el seu germà gran  Simó VII va assumir el govern del país, mentre que el germà petit  Felip I es va traslladar a Bückeburg, on més tard va fundar la línia de Schaumburg-Lippe. El 1621, el comtat es va dividir de nou, i Otó va rebre la seva part i va fundar la branca de Lippe-Brake.

## Matrimoni i fills
El 30 d'octubre de 1626 es va casar amb Margarida de Nassau-Dillenburg (1606-1661), filla del comte Jordi de Nassau-Dillenburg i d'Amàlia de Sayn-Wittgenstein (1585-1633). El matrimoni va tenir els següents fills:
- Casimir (1627-1700), casat amb la comtessa Amàlia de Sayn-Wittgenstein-Homburg (1642-1683).
- Amàlia (1629-1676), casada amb el comte Herman Adolf de Lippe (1616-1666).
- Sabina (1631-1684)
- Dorotea (1633-1706), casada amb Joan de Kunowitz (1624-1700).
- Guillem (1634-1690), casat amb la comtessa Lluïsa Margarida de Bentheim-Tecklenburg
- Maurici (1635-1666)
- Frederic (1638-1684), casat amb Sofia Lluïsa de Schleswig-Holstein-Sonderburg (1650-1714).
- Otíl·lia (1639-1680), casada amb el duc Frederic de Löwenstein-Wertheim (1629-1683).
- Jordi (1642-1703), casat amb Maria Sauermann (-1696).
- August (1643-1701)